# Album double
 (signalé en juillet 2025).
Si vous disposez d'ouvrages ou d'articles de référence ou si vous connaissez des sites web de qualité traitant du thème abordé ici, merci de compléter l'article en donnant les références utiles à sa vérifiabilité et en les liant à la section « Notes et références ».
- Archive Wikiwix
- Bing
- Cairn
- DuckDuckGo
- E. Universalis
- Gallica
- Google
- G. Books
- G. News
- G. Scholar
- Persée
- Qwant
- (zh) Baidu
- (ru) Yandex
- (wd) trouver des œuvres sur Wikidata

Pour les articles homonymes, voir Album.

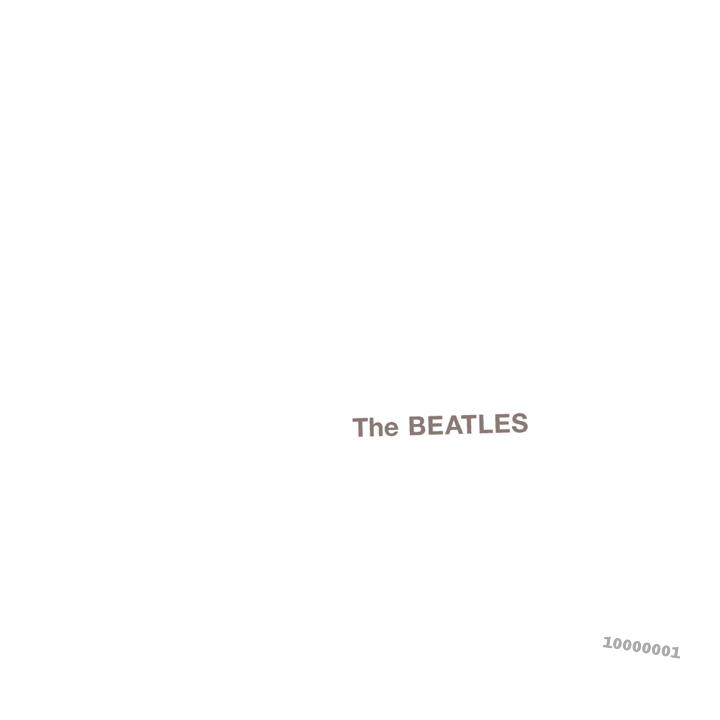
Exemple d'album double

Un double album ou album double est un album de musique divisé en deux volumes, le plus souvent à cause de l'abondance du matériel musical. Les double-albums sont courants quand il s'agit de captations de concerts, beaucoup moins lorsqu'il s'agit d'enregistrements studio. C'est à ces derniers que s'intéresse la présente liste.

## Années 1960
- 1964 : Verlaine et Rimbaud de Léo Ferré
- 1966 : Blonde on blonde de Bob Dylan
- 1966 : Freak Out! de Frank Zappa
- 1967 : Léo Ferré chante Baudelaire de Léo Ferré
- 1968 : The Beatles ("White Album") des Beatles
- 1968 : Electric Ladyland de The Jimi Hendrix Experience
- 1969 : Tommy des Who
- 1969 : Ummagumma de Pink Floyd
- 1969 : Uncle Meat de Frank Zappa
- 1969 : Trout Mask Replica de Captain Beefheart
- 1969 : Odessa des Bee Gees

## Années 1970
- 1970 : Amour Anarchie de Léo Ferré
- 1970 : Yeti d'Amon Düül II
- 1970 : Third (album de Soft Machine) de Soft Machine
- 1970 : Kobaïa de Magma
- 1970 : Layla and Other Assorted Love Songs de Derek and the Dominos
- 1970 : Self Portrait de Bob Dylan
- 1970 : Bitches Brew de Miles Davis
- 1971 : Acte II de Martin Circus
- 1971 : Tago Mago de Can
- 1972 : Exile on Main St. des Rolling Stones
- 1972 : Zeit de Tangerine Dream
- 1972 : America Eats Its Young  de Funkadelic
- 1972 : La Révolution française (opéra rock) de Claude-Michel Schönberg et Raymond Jeannot
- 1973 : Something/Anything? de Todd Rundgren
- 1973 : Goodbye Yellow Brick Road d'Elton John
- 1973 : Quadrophenia des Who
- 1974 : The Lamb Lies Down on Broadway de Genesis
- 1974 : Tales from Topographic Oceans de Yes
- 1975 : It's Always Rock and Roll de Heldon
- 1975 : Physical Graffiti de Led Zeppelin
- 1976 : Songs in the Key of Life de Stevie Wonder
- 1976 : La Folle de Mama Béa
- 1976 : L'Heptade d'Harmonium
- 1976 : Hamlet de Johnny Hallyday
- 1977 : Out of the Blue de Electric Light Orchestra
- 1977 : Works Volume I de Emerson, Lake & Palmer
- 1978 : Incantations de Mike Oldfield
- 1978 : Here, My Dear de Marvin Gaye
- 1978 : Plume All Dressed de Plume Latraverse
- 1978 : X (album de Klaus Schulze) de Klaus Schulze
- 1979 : London Calling des Clash
- 1979 : The Wall de Pink Floyd
- 1979 : Tusk de Fleetwood Mac
- 1979 : Joe's Garage de Frank Zappa
- 1979 : Symphonie celtique : Tír na nÓg d'Alan Stivell

## Années 1980
- 1980 : The River de Bruce Springsteen
- 1980 : Sandinista! de The Clash (triple album paru en double CD)
- 1982 : 1999 de Prince
- 1983 : L'Opéra du pauvre de Léo Ferré (quadruple album paru plus tard en double CD)
- 1986 : On n'est pas sérieux quand on a dix-sept ans de Léo Ferré
- 1987 : Entre gris clair et gris foncé de Jean-Jacques Goldman
- 1987 : Sign o' the Times de Prince
- 1987 : Kiss Me, Kiss Me, Kiss Me de The Cure
- 1988 : Daydream Nation de Sonic Youth

## Années 1990
Dans ces années-là, on passe du format double LP au double CD (la durée maximale d'un disque s'en trouve donc sensiblement allongée, passant de 45 min – sauf exceptions – à 74 puis 80 min).
- 1991 : Use Your Illusion I / Use Your Illusion II de Guns N' Roses (techniquement il s'agit de deux albums séparés, mais parus simultanément, et comprenant uniquement des nouveaux morceaux)
- 1993 : Ombre est lumière du groupe IAM
- 1995 : Mellon Collie And The Infinite Sadness des Smashing Pumpkins
- 1995 : HIStory de Michael Jackson (cas litigieux : il s'agit en fait d'un album simple accompagné d'une compilation des albums précédents)
- 1996 : All Eyez On Me de 2Pac
- 1996 : Emancipation de Prince (triple album)
- 1997 : First Rays of the New Rising Sun de Jimi Hendrix (il s'agit des ébauches de ce qui aurait pu constituer son quatrième album)
- 1997 : Life After Death de The Notorious B.I.G.
- 1998 : Crystal Ball de Prince (triple album complété par un album acoustique, ainsi qu'un album instrumental pour l'édition limitée, qui en fait un quintuple album... toutefois la plupart des titres sont des inédits des années 1980)

## Années 2000
- 2002 : À la vie, à la mort ! (album) de Johnny Hallyday
- 2002 : God blesse de Damien Saez
- 2002 : The Blueprint²: The Gift and The Curse de Jay-Z
- 2002 : Six Degrees of Inner Turbulence de Dream Theater
- 2003 :  Somo Trop de Papa Wemba
- 2003 : À la vie, à la mort de Johnny Hallyday
- 2004 : La Fierté Des Nôtres de Rohff
- 2004 : Abattoir Blues/The Lyre of Orpheus de Nick Cave and the Bad Seeds
- 2005 : Aerial de Kate Bush
- 2005 : Au-delà de mes limites de Rohff
- 2005 : Blinking Lights and Other Revelations de Eels
- 2005 : Mezmerize / Hypnotize de System of a Down
- 2005 : Alice & June d'Indochine
- 2005 : Keeper Of The Seven Keys : The Legacy de Helloween
- 2006 : Stadium Arcadium des Red Hot Chili Peppers
- 2006 : Dois Quartos d'Ana Carolina
- 2006 : Back to Basics de Christina Aguilera
- 2006 : Hors format de Michel Sardou
- 2007 : Ryder Muzic de Mr. Criminal
- 2007 : Délinquant de LIM
- 2008 : I Am... Sasha Fierce de Beyoncé
- 2008 : Varsovie - L'Alhambra - Paris de Damien Saez (triple album)
- 2009 : La Superbe de Benjamin Biolay
- 2009 : Lotusflower de Prince (triple CD comprenant un double album de Prince et le premier album de Bria Valente qu'il a coécrit et produit)

## Années 2010
- 2011 : La Fouine vs Laouni de La Fouine
- 2011 : Hurry Up, We're Dreaming de M83
- 2012 : MDNA de Madonna
- 2012 : Messina de Damien Saez (triple album)
- 2013 : Opposites de  Biffy Clyro
- 2013 : Power « Kosa Leka » de Fally Ipupa
- 2013 : Boite Noire de Ferre Gola
- 2013 : Indicud de  Kid Cudi
- 2013 : The Living Infinite de  Soilwork
- 2013 : P.D.R.G de Rohff
- 2013 : Reflektor de Arcade Fire
- 2015 : Libre Parcours de Fally Ipupa & F'Victeam Entertainment
- 2015 : The Book of Souls de Iron Maiden
- 2015 : Mon cœur avait raison de Maître Gims
- 2016 : Hardwired… to Self-Destruct de Metallica
- 2016 : 444nuits de Népal
- 2017 : Glory Japan Édition Tour de Britney Spears
- 2018 : Ceinture Noire de Maître Gims
- 2018 : Cheval de Troie de Jr O Crom & Doomams
- 2018 : La zone en personne de Jul
- 2018 : Scorpion de Drake
- 2018 : 7 de David Guetta
- 2018 : Surnaturel de Rohff
- 2019 : ? (Deluxe) de XXXTentacion
- 2019 : C'est pas des lol de Jul
- 2019 : Everyday Life de Coldplay

## Années 2020
- 2020 : Vintage de Soolking
- 2020 : La Machine de Jul
- 2020 : Fame + Famous de Lefa
- 2020 - 2021 : Stamina, Memento de Dinos
- 2021 : Senjutsu de Iron Maiden
- 2022 : Mr. Morale & the Big Steppers de Kendrick Lamar
- 2021 - 2022 : Mercury d’Imagine Dragons
- 2024 : The Tortured Poets Department de Taylor Swift